# Parafia św. Józefa w Malborku-Kałdowie
Parafia św. Józefa w Malborku - Kałdowie – parafia rzymskokatolicka w diecezji elbląskiej. Erygowana w 1931 roku przez biskupa gdańskiego Edwarda O’Rourke. Do parafii należą miejscowości: Cisy, Grobelno, Kamienica, Kamionka, Kościeleczki. Tereny te znajdują się w gminie Malbork, w powiecie malborskim, w województwie pomorskim. 
Kościół wybudowano w latach 1930–1931 w stylu neogotyckim. W końcowej fazie II wojny światowej (1945) został częściowo spalony. Odbudowany w latach 1957–1958. Posiada 1 wieżę, drewniany, płaski strop, 1 nawę oraz 3 ołtarze. Kościół został poświęcony przez biskupa gdańskiego Edmunda Nowickiego 12 października 1958 roku.

## Proboszczowie parafii św. Józefa w Malborku-Kałdowie
| imię i nazwisko        | daty urzędowania |
| ---------------------- | ---------------- |
| ks. Leon Domsta        | 1947–1958        |
| ks. Władysław Czarniak | 1958–1992        |
| ks. Jan Potrykus       | 1992–2021        |
| ks. Maciej Nowak       | od 2021          |